# Iso (marka samochodów)

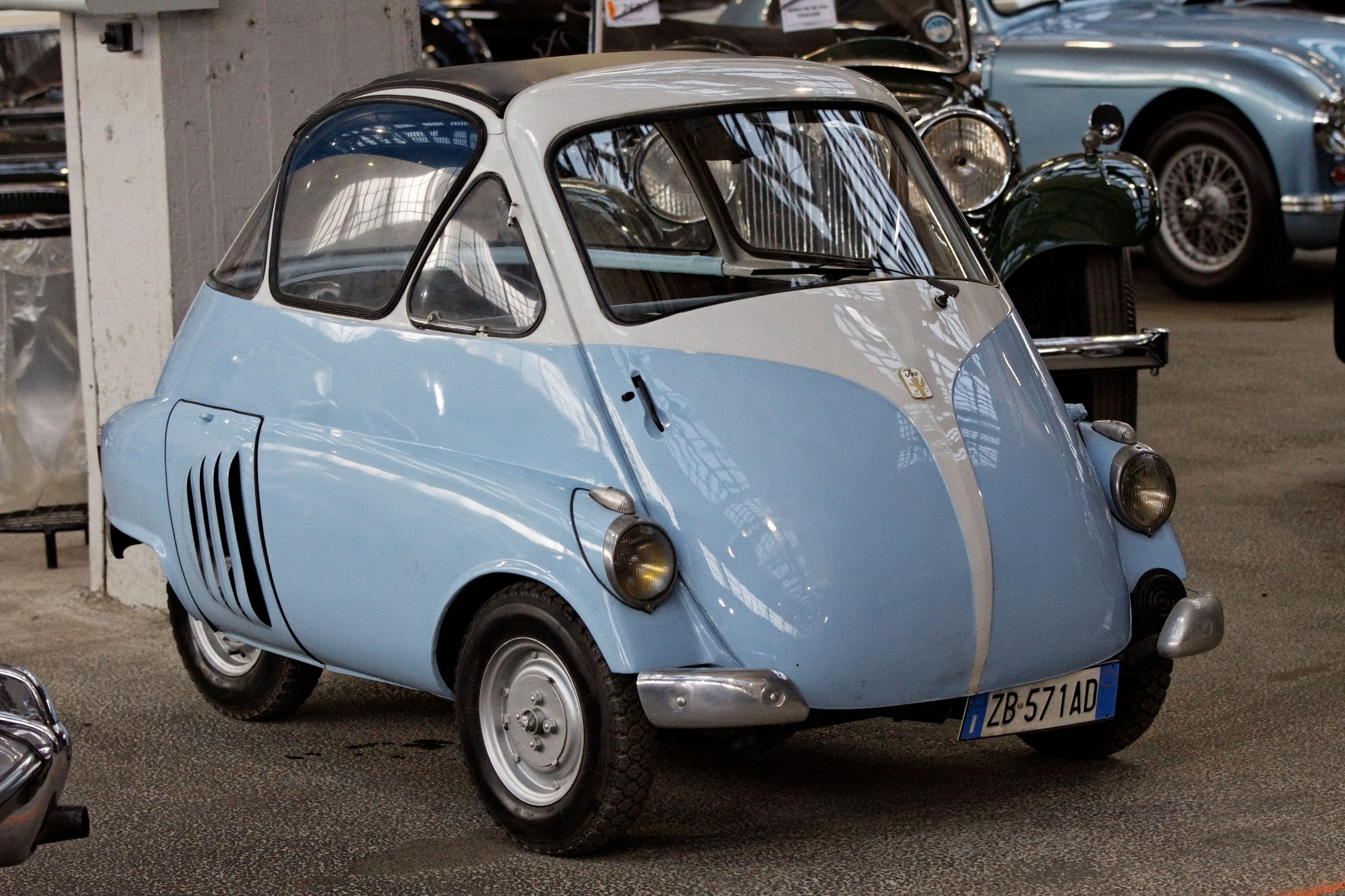
Iso Isetta

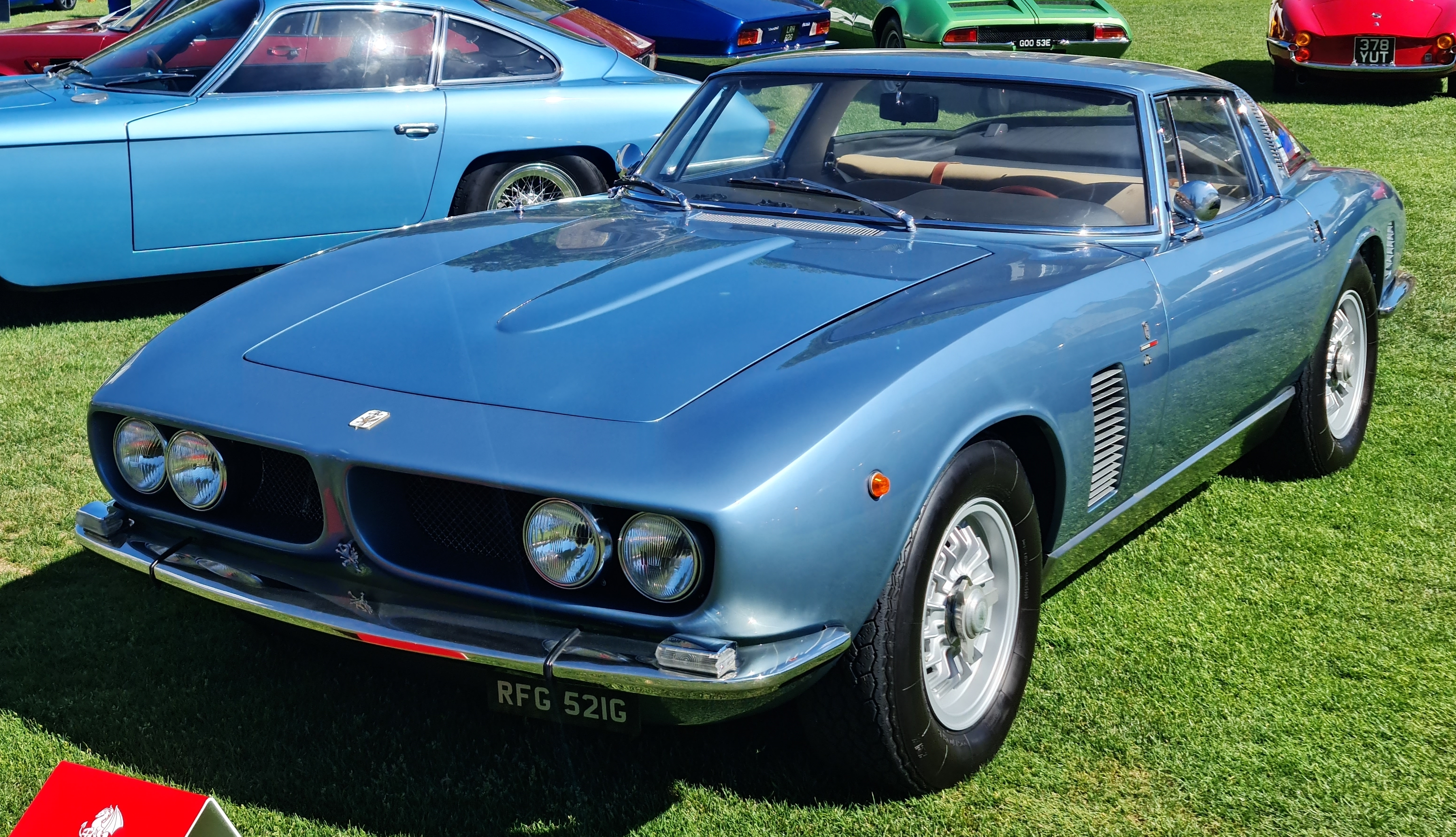
Iso Grifo

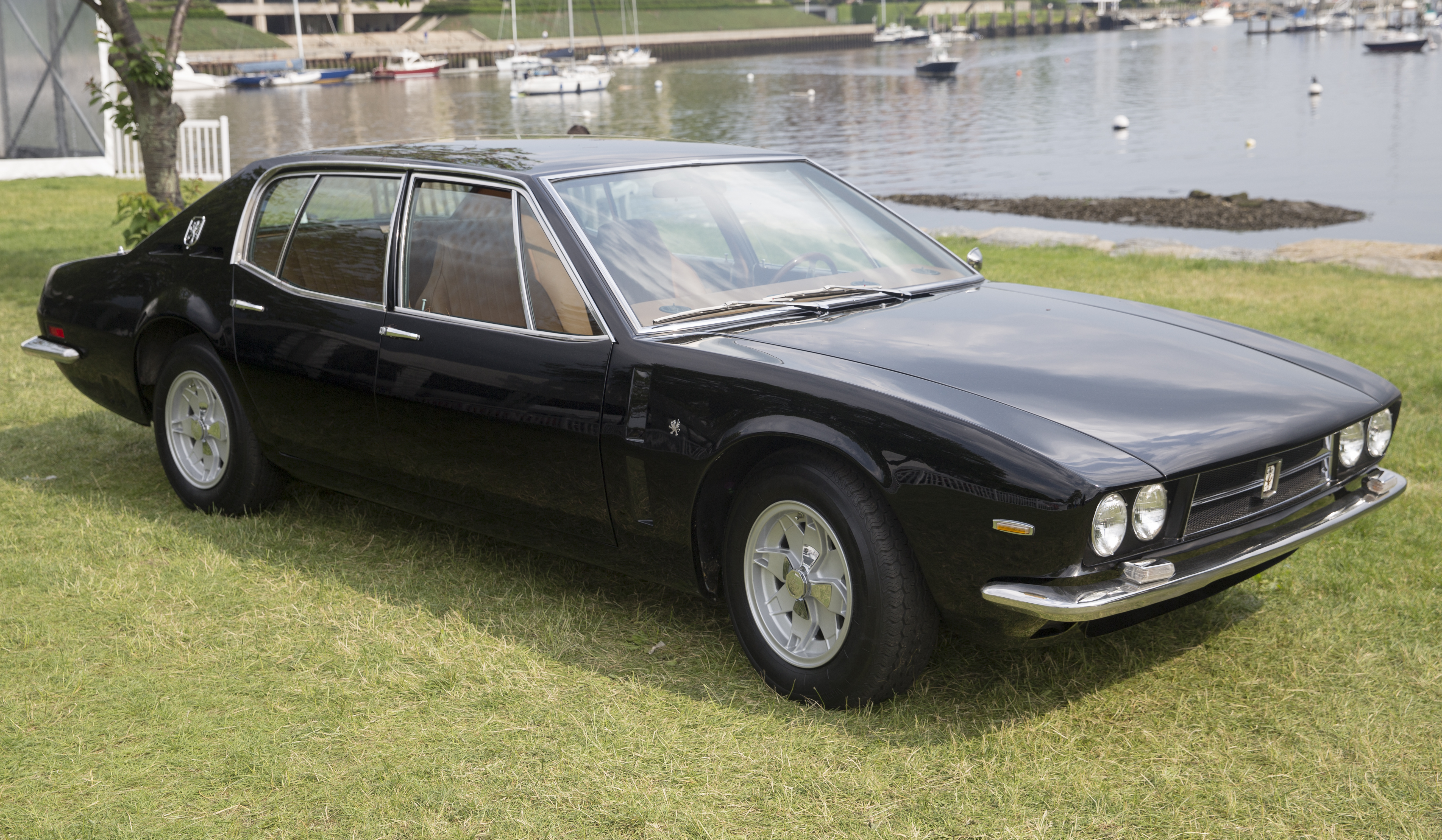
Iso Fidia

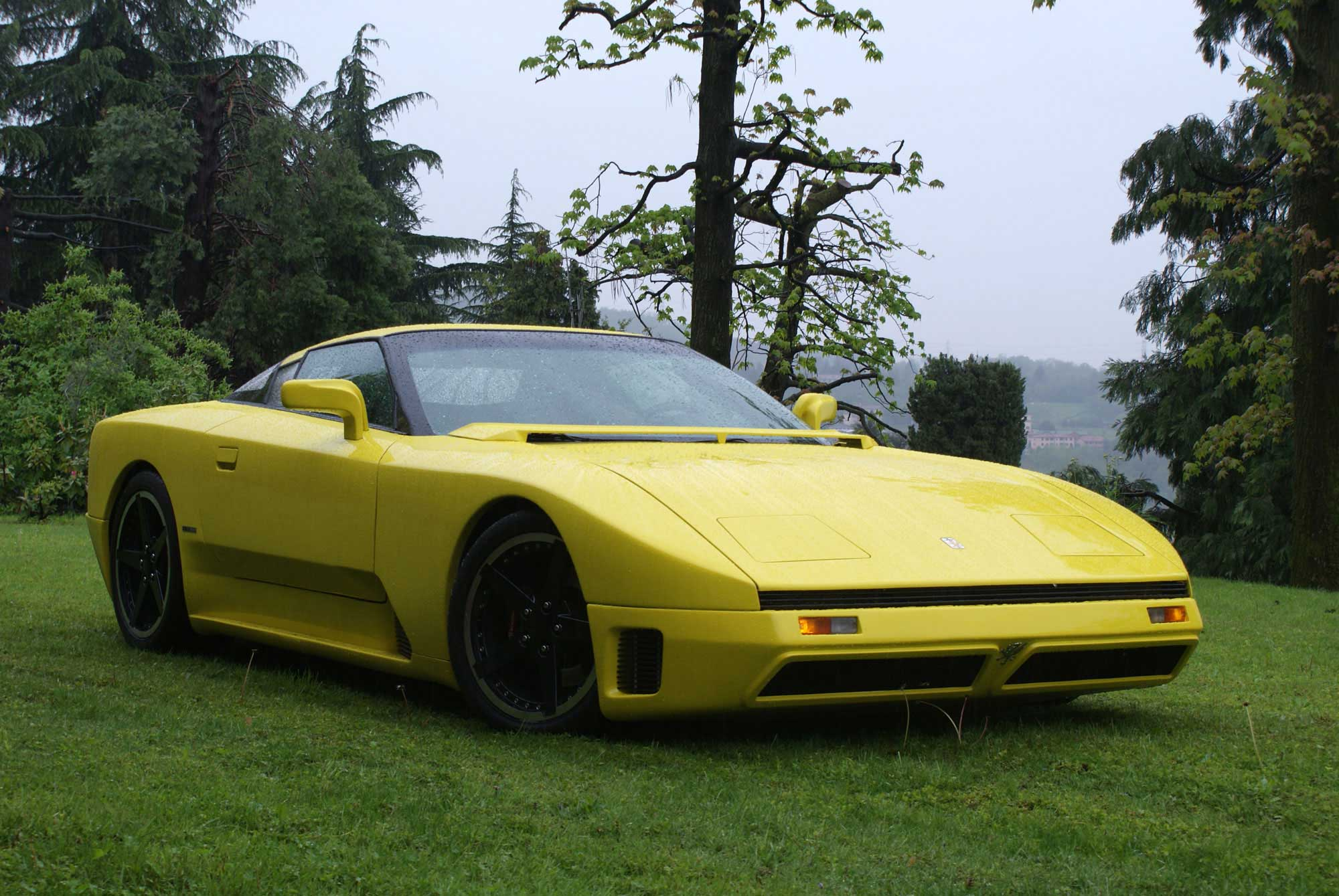
Iso Grifo 90

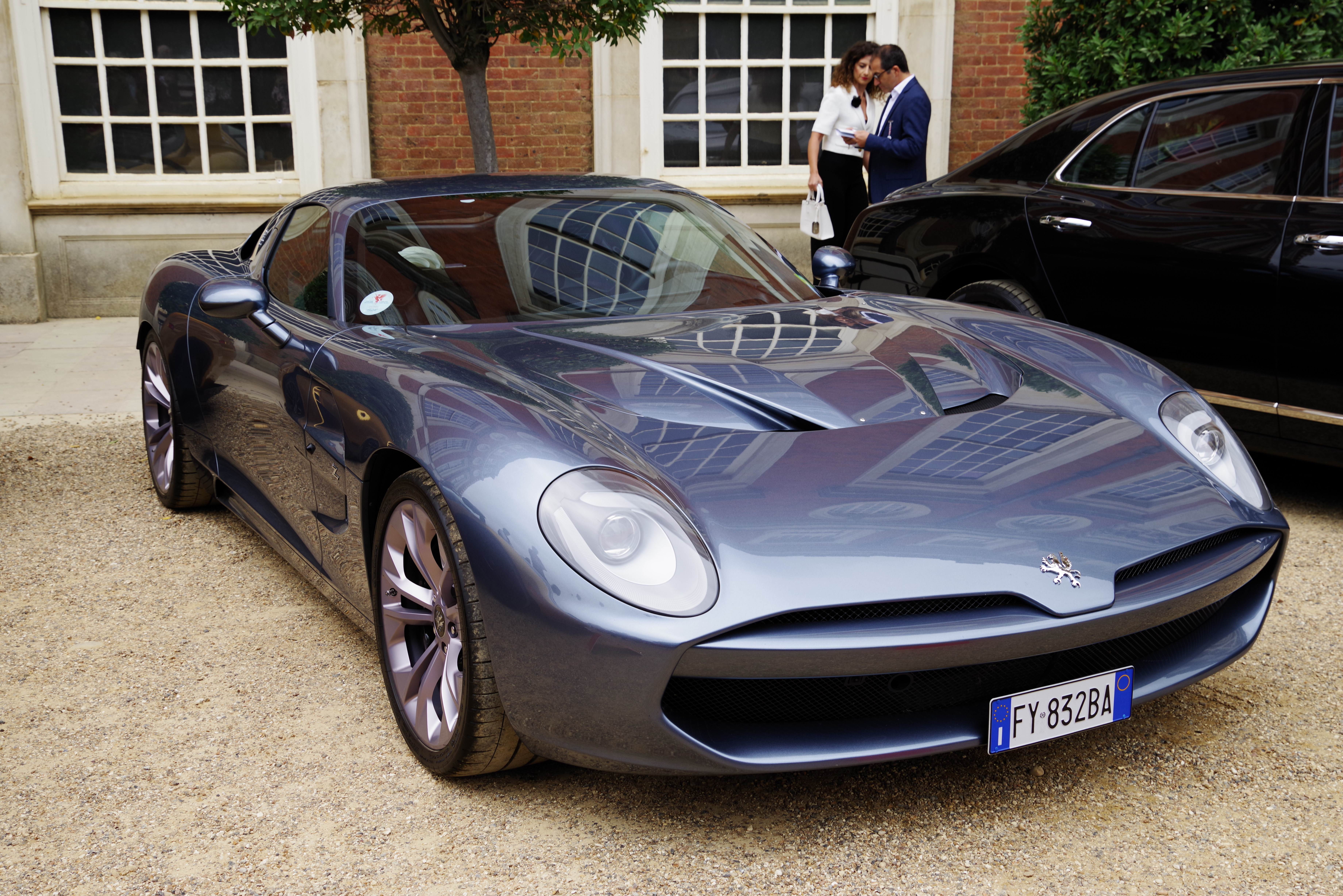
IsoRivolta GTZ

Iso Autoveicoli S.p.A. – dawny włoski producent samochodów sportowych z siedzibą w Bresso działający w latach 1938–1974. Markę reaktywowano w 1993 oraz 2017 i 2020 roku.

## Historia

### Iso Autoveicoli
Przedsiębiorstwo Iso założył przemysłowiec Renzo Rivolta we włoskiej Genui pod koniec lat 30. XX wieku, by w 1942 roku jego siedzibę przenieść do Bresso w Lombardii. Początkowo firma koncentrowała się na produkcji motocykli, skuterów oraz przyczepek do jednośladów. Wraz z powojennym wzrostem gospodarczym i rosnącym popytem na środki transportu, na początku lat 50. włoska firma rozpoczęła angażować się w rozwój samochodów, zmieniając nazwę na Iso Autoveicoli S.p.A. w 1953 roku i prezentując w tym samym roku charakterystyczny, miejski model Iso Isetta.
Kolejne samochody marki Iso przyjęły jednak inną postać niż prekursorska Isetta - firma skoncentrowała się na niszowych, sportowo-luksusowych samochodach, które budowano we współpracy z inżynierem Giotto Bizzarinim. Pierwszą taką konstrukcją był model Rivolta IR 300, by w drugiej połowie lat 60. przedstawiono Grifo i Lele. W międzyczasie, po śmierci założyciela, Renzo Rivolty, w 1966 roku, władzę w firmie przekazano jego synowi. Doprowadził od do wprowadzenia do sprzedaży ostatniego w historii firmy modelu Fidia, który powstał w 1700 sztukach i zniknął z rynku wraz z bankructwem Iso w 1975 roku.

### Pierwsza reaktywacja
Dwie dekady po tym jak Iso zniknęło z rynku, syn założyciela firmy w połowie lat 90. XX wieku podjął się próby wznowienia działalności firmy. Zwiastunem powrotu firmy na rynek były dwa prototypy, na czele z Iso Grifo 90 z 1993 roku. Do jego budowy zaangażowano doświadczonych włoskich projektantów i konstruktorów - za podzespoły techniczne odpowiadał Gianpaolo Dallara, za to projekt stylistyczny koordynował Marcello Gandini. Samochód miał trafić do seryjnej produkcji, za którą odpowiadać miały zakłady produkujące autobusy w Bari, jednak projekt upadł z powodu niekorzystnych warunków finansowych. Samochód nie wykroczył poza fazę makiety.

### Druga reaktywacja
W 2017 roku włoskie studio projektowe Zagato przedstawiło wynik współpracy z japońskimi twórcami gry komputerowej Gran Turismo, którzy kooperując z różnymi producentami samochodów regularnie prezentują prototypy promujące w ramach programu Vision Gran Turismo. Samochód powstał jako współczesna interpretacja klasycznych włoskich samochodów sportowych marki Iso upadłej w połowie lat 70., otrzymując nawiązującą do najsłynniejszego modelu nazwę IsoRivolta. Do budowy prototypu wykorzystano współpracę z firmą ogumieniową Pirelli, z kolei jako jednostkę napędową wykorzystano 6,2 litrowe V8 Chevroleta.
Dwa lata po premierze eksperymentalnego prototypu, który powstał w celach promocyjnych głównie dla gry komputerowej, pojawił się pomysł na stworzenie seryjnego, współczesnego modelu marki IsoRivolta. Inicjatywę przejęło nie tylko włoskie Zagato, ale i wnuczka założyciela oryginalnej firmy z XX wieku, Marella Rivolta. W efekcie powstało sportowe coupe IsoRivolta GTZ, które po raz pierwszy zaprezentowano w sierpniu 2020. Limitowany samochód wyprodukowało Zagato, wykorzystując prawa do znaku towarowego należącego do koordynującej projekt Marelli Rivolty. Łącznie wyprodukowane zostało w 2021 roku 19 egzemplarzy.

## Modele samochodów

### Historyczne
- Isetta (1953–1955)
- Rivolta IR 300 (1963–1970)
- Grifo (1965–1974)
- Lele (1969–1974)
- Fidia (1965–1975)
- GTZ (2020–2021)

### Studyjne
- Iso Varedo (1972)
- Iso Grifo 90 (1993)
- Iso Grifo 96 (1996)
- Iso Rivolta Zagato Vision Gran Turismo (2017)